# Kaša
Kaša je jelo od žitarica, koje se dobije prokuhavanjem zrna žitarica.
Jede se najviše u Srednjoj i Istočnoj Europi (osobito u Rusiji, Ukrajini i Poljskoj) te u Sjedinjenim Američkim Državama. 
U slavenskoj Europi, naziv se odnosi na kašu u cjelini, a može biti od heljde ili neke druge žitarice kao što su: pšenica, ječam, zob, proso, raž i dr. Kaša je jedno od najstarijih poznatih jela u srednjoeuropskoj i istočnoeuropskoj kuhinji, posljednjih tisuću godina.
Kaša se dobije kuhanjem zrna žitarica, može se popeči na masti i začiniti. Heljdina kaša ima iznimno visoku biološku vrijednost i iskoristivost bjelančevina. Organizam može iskoristiti 74% bjelančevina iz heljde, a ima naročito visok sadržaj lizina koji je vrlo bitan za iskoristivost i pretvorbu bjelančevina. Zobena kaša je sastavni dio jelovnika mnogobrojnih nutricionista, sportaša i pobornika zdravog načina života, jer njene blagodati su mnogobrojne.